# Пуерто Падре
Пуерто Падре (шп. Puerto Padre) је град на Куби у покрајини Las Tunas. Према процени из 2011. у граду је живело 56.290 становника.

## Становништво
Према процени, у граду је 2011. живело 56.290 становника.
| 1991.  | 2011.  |
| ------ | ------ |
| 58.571 | 56.290 |